# Onew
Pour les articles homonymes, voir Lee.
 (août 2024).
Lee Jin Ki (coréen : 이진기, né le 14 décembre 1989), plus communément connu sous le pseudonyme Onew (coréen : 온유 ; chinois : 温流), est un chanteur, acteur, animateur, auteur-compositeur et danseur sud-coréen. Il est né à Gwangmyeong dans la province de Gyeonggi-do.
Onew a été découvert à la 2006 S.M. Academy Casting, un casting organisé par la SM Entertainment en 2006 et signe un contrat le jour suivant son audition.
Il débute en tant que leader et chanteur principal du boys band sud-coréen SHINee, le 25 mai 2008.
Il commence en parallèle en 2009, une carrière en solo en participant à plusieurs enregistrements avec d'autres artistes, puis participe à diverses bande-son de série télévisées.
Le 5 décembre 2018, Onew sort son premier mini album solo Voice, sous le label SM Entertainment, il est composé de sept titres, dans un style ballades. Un clip vidéo sera présenté le même jour avec la chanson Blue. Cinq jours après cette sortie, le 10 décembre 2018, Onew sera enrôlé dans l'armée coréenne, dans le cadre de ses fonctions militaires requises, pour une période de deux ans. Onew n'aura donc pas pu faire la promotion de ce premier album solo.
L'EP a néanmoins atteint la seconde place au Gaon Album Chart sud-coréen.
Le 11 avril 2022, Onew sort son deuxième mini album solo, DICE, sous le label SM Entertainment. Dans un style Funky/Pop/Electro. Il est composé de six titres. Un clip vidéo de la chanson Dice sort le même jour.
Il a atteint la troisième place au Gaon Album Chart.
Lee Jin Ki est occasionnellement compositeur pour son groupe mais aussi pour lui-même. Il a écrit la chanson "Your Name", présente dans le second album studio des SHINee, Lucifer.
Lee Jin Ki joue à partir de 2010 dans divers comédies musicales, notamment Hyeongjeneun Yonggamhaetda (형제는 용감했다, Brothers were Brave) avec le chanteur Lee Ji-Hoon. Par la suite, il interprète le rôle de Drew dans la reprise coréenne de la comédie musicale américaine Rock of Ages, puis Shinheung Military Acadamy (2019) et Midnight Sun (2021-2022).
En novembre 2010, Onew est apparu dans le dernier épisode du drama Dr Champ, jouant le rôle d'un docteur drogué. Il a également eu des rôles dans quelques séries télévisées, il est notamment connu pour son rôle de Baek Su dans la Sit Com de JTBC, Welcome to Royal Villa (2013) et son rôle de résident cardiothoracique Lee Chi-hoon dans la série de KBS2.

## Carrière

### 2008-2010: Début de carrière avec SHINee
Onew a été découvert en 2006 à la 2006 S.M. Academy Casting, casting organisé par SM Entertainment. Durant le showcase de début du groupe féminin Girls' Generations, il a été très apprécié par Lee Soo-man, le fondateur de la SM Entertainment. Lee Soo Man l'a remarqué et a voulu l'entendre chanter durant une audition sur place. Il a signé son contrat avec l'entreprise le jour suivant son audition,. En 2008, il est choisi pour être le leader du boys band SHINee. Le groupe de 5 membres commence sa carrière le 25 mai 2008 sur la scène de l'émission de SBS, Inkigayo.
Peu après ces débuts dans SHINee, Onew a contribué aux singles "Vanilla Love" et "Vanilla Love Part 2" pour Lee Hyun Ji, en 2008. En 2009, il enregistre la musique "One Year Later" avec Jessica Jung, membre du groupe Girls' Generation. La chanson a été ajoutée sur le mini-album Tell Me Your Wish (Genie) du girl group.
La même année, Onew a chanté en duo avec Kim Yeon Woo, "The Name I Loved", pour le troisième mini-album de SHINee, 2009, Year of Us.

### 2010-2017: Comédie Musicale, début d'acteur et activités en solo.
En 2010, Onew s'est essayé à l'écriture de musique, et avec Minho, un membre de son groupe, ils écrivent les paroles de la musique "Your Name" pour le second album studio de SHINee, Lucifer.

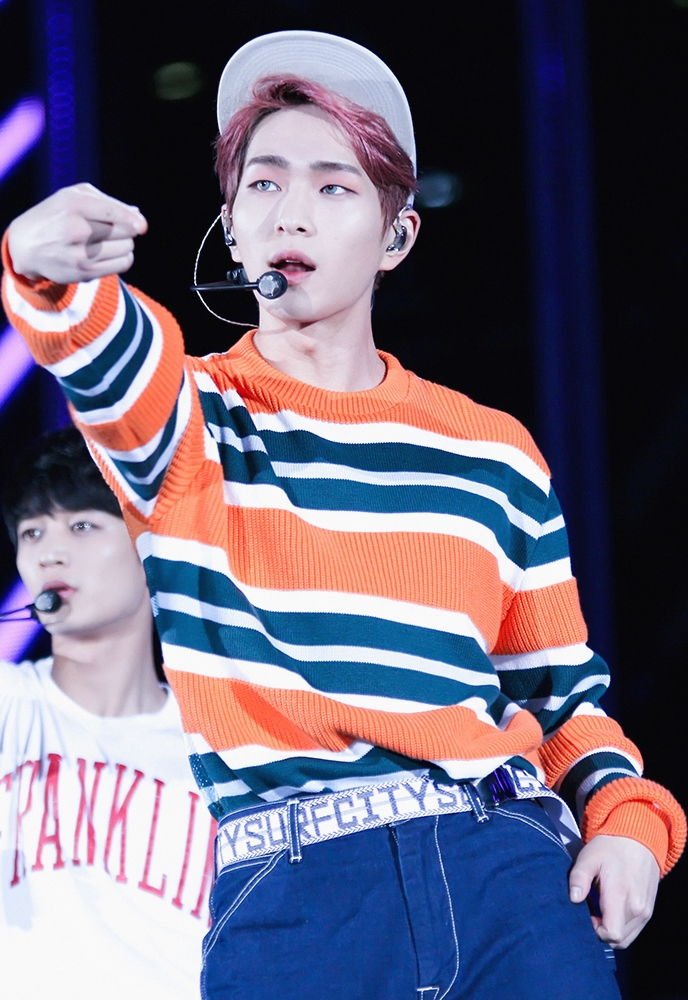
Onew au Dream Concert le 23 mai 2015.

En plus de ses activités de chanteur, Onew devient le présentateur de deux programmes— Night Star de KBS2, qu'il co-anime Shin Dong Yup, Yoon Jong Shin, le réalisateur Jang Hang Jun et Gil, membre de Leessang.—, et le Show! Music Core de MBC. Depuis ces premières animations d'émissions, il a présenté différents événements, tels que le Dream Concert, le concert de K-POP d'Incheon et l’événement spécial de MNET à Taiwan, Nihao Taiwan,,.

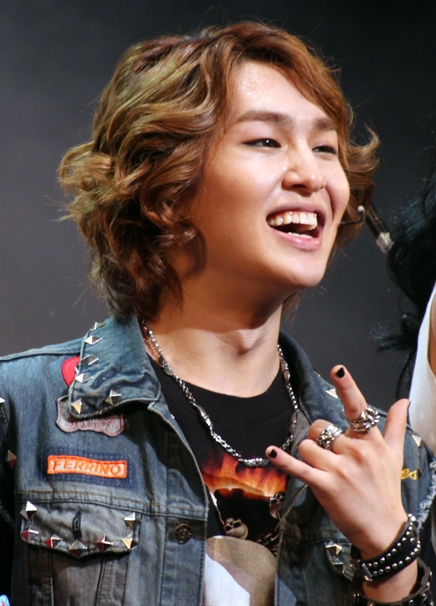
Onew pendant la représentation de la comédie musicale Rock of Ages, le 2 octobre 2010.

Onew a été la vedette de diverses comédies musicales depuis 2010, où il a débuté dans la comédie musicale Brothers Were Brave avec le chanteur Lee Ji Hoon. Puis, il a été le rôle principal, Drew, de la production coréenne Rock of Ages.
Onew a également montré ses talents d'acteur à la télévision comme son rôle de caméo en tant que docteur maladroit dans le dernier épisode du drama Dr Champ. Il a aussi eu des rôles de cameo dans les dramas Athena: Goddess of War, Oh My God x2, Pure Love et dans la sit com Royal Villa.
En août 2012, Onew a enregistré "In Your Eyes" pour la série To the Beautiful You. Il a également chanté la bande-son "Moonlight", pour la série Miss Korea, qui est sortie le 3 janvier 2014.
Le 14 janvier 2014, sa participation à la télé-réalité Law of the Jungle à Bornéo a été confirmée. Il devait également participer à l'édition au Brésil, mais il a été remplacé à cause de conflits d'emploi du temps.
En plus de ses activités avec son groupe et son travail de présentateur, Onew a pris de l'expérience en tant que présentateur de radio, notamment avec l'émission Kiss the Radio, une émission de radio populaire sur KBS Cool FM qui est animée par Super Junior, des collègues du même label,. En juin 2014, il était prévu qu'Onew apparaisse dans la comédie musicale Singin' in the Rain mais il a été incapable de la rejoindre car il a subi une opération des cordes vocales.
En 2016, Onew a été choisi pour jouer dans le drama Descendants of the Sun, dont les rôles principaux sont Song Hye Kyo et Song Joong Ki. Il joue le rôle d'un résident en deuxième année, Lee Chi Hoon, un junior du personnage de Song Hye Kyo. Le drama fut un énorme succès, spécialement en Chine, où la série a atteint plus de 2 milliards de vues sur le site de streaming iQiyi. En Corée, le drama fut également un grand succès, surpassant plus de 30 % de taux d'audience dans tout le pays Onew a reçu le prix du Newcomer Scene Stealer Award au Festival Scene Stealer en 2016 pour son rôle dans Descendants of the Sun..
Onew a également été confirmé pour une nouvelle émission de tvN, Eat, Sleep, Eat, qui propose des recettes locales d'Asie du Sud-Est. Le 12 août, Onew et Lee Jin Ah ont réalisés un duo, "Starry Night", faisant partie de SM Station, un projet de musique numérique de la SM Entertainment. C'est une chanson pop/jazz qui est l'œuvre de nombreux artistes, dont Andreas Oberg, un guitariste et auteur-compositeur suédois, et la chanteuse-compositrice Yoo Hee Yeol. En octobre 2016, Onew a écrit "So Amazing" pour le cinquième album studio coréen de SHINee, 1 of 1', et une autre chanson, "Beautiful Life", pour le repackage de l'album, 1 and 1.
.
En mai 2017, Onew et le duo indépendant Rocoberry ont réalisés la chanson "Lullaby" faisant partie de SM Station. En juin 2017, Onew est apparu dans le clip de Heize "I Don't Know You". En août 2017, peu avant la sortie d'Age of Youth 2, Onew a été accusé de harcélement sexuel et décide de quitter le projet après avoir discuté avec le personnel de production de l'émission,. Onew s'est alors mis en hiatus et n'a pas participé aux concerts restants de la tournée 2017 de SHINee au Japon. Le 6 avril 2018, après huit mois d'enquêtes, l'accusation a abandonné toutes les charges contre lui.

### 2017-2021: début en solo avecVoiceet service militaire
En mai 2018, Onew a chanté et participé à l’écriture de la chanson Play in the field, dans le cinquième album de Kim Yeon-woo.
Le premier album d’Onew, Voice, est sorti le 5 décembre 2018, avec pour single de lancement Blue. Il comprend deux chansons co-écrites par Onew : Shine On You et Illusion. À sa sortie, l’album atteint la deuxième place du classement des Albums les plus écoutés sur Gaon. Cinq jours plus tard, le 10 décembre 2018, Onew s’est enrôlé dans l’armée afin d’effectuer son service militaire, il n’a donc pas pu promouvoir son album.
En janvier 2019, Onew a participé la comédie musicale militaire Shinheung Military Academy, qui raconte l’histoire de jeunes patriotes qui se sont battus pour l’indépendance de la Corée face au Japon. Le 11 avril 2019, il prend part à la comédie musicale militaire fêtant le 100e anniversaire du Gouvernement provisoire de la République de Corée. En août 2019, Onew a également joué avec Xiumin (du groupe Exo) dans la comédie musicale Return: The Promise of That Day, dans le rôle du Seung-ho, jeune combattant pendant la guerre de Corée. Cette comédie musicale a pour sujet le rapatriement des restes des soldats qui se sont sacrifiés pour leur patrie pendant la guerre de Corée.
Onew finit officiellement son service militaire le 8 juillet 2020.
En janvier 2021, Onew reprend ses activités en tant que membre de SHINee. Le 4 février, il sort une chanson intitulée Shadow, qui est l’OST de la série Breakup Probation: One Week. En mai 2021, il joue Ha-ram dans la comédie musicale 태양의 노래 (« Tae-yang-ui norae », en anglais : Midnight Sun),. Il chante deux OST : « Meet Me When the Sun Goes Down » et « Good-bye Days ». la dernière est un duo avec Kei. En juillet 2021, il fait partie du casting de l’émission Sea of Hope, au cours de laquelle des célébrités cuisinent et chantent pour des invités. Le 3 août, Onew sort une chanson intitulée « Dear My Spring » pour le drama You Are My Spring. En septembre 2021, il rejoint l’émission March of the Ants Chapter 5, une télé-réalité sur les investissements financiers. Le 5 octobre, Onew et Elaine chantent en duo « Blue », un OST de la série High Class.
En décembre 2021, Onew fait partie du casting pour la série « 4 Minutes and 44 Seconds » pour SM Culture & Contents,. Le 6 décembre, Onew et Punch sortent Way sous le label SM Station, single dont Onew a co-écrit les paroles avec Kim Eana. Le 27 décembre, Onew chante Ordinary Day aux côtés de Kyuhyun et Taeil, du même label, pour l’album SM Town: SMCU Express.

### 2022:Diceen Corée etLife Goes Onau Japon
Le 27 février, Onew sort une chanson intitulée Mind Warning, OST du drama Forecasting Love and Weather. En mars, il a été annoncé qu'Onew reprendrait le rôle de Haram dans la comédie musicale Midnight Sun pour l'édition de 2022. Il a participé à deux chansons : The Sun is in My Eyes et A Melody Called You (너라는 멜로디), duo en collaboration avec sa co-comédienne, Kim Nam-joo (du girl's band Apink).
Le 11 avril, Onew sort un nouveau mini-album, Dice. Il s'agit du premier comeback solo de l'artiste depuis la fin de son service militaire. C'est aussi la première fois qu'il a l'occasion de se promouvoir en tant qu'artiste en solo. Onew a affirmé que Dice ("Dé", en anglais) était une compilation de six musiques, toutes de genres différents. Selon lui, cet album, à travers ces six facettes, représente la diversité  dont il est capable en tant qu'artiste. L'un des morceaux, In The Whale, a été écrit par Onew et témoigne de l'affection et de la reconnaissance que ressent l'artiste pour ses fans. Cet album a atteint la troisième place du classement Gaon des albums les plus écoutés.
Onew fait ses débuts en solo au Japon avec le mini-album Who Sings? Vol.1, sorti le 1er juin. Il s'agit d'une compilation de 4 covers : celle de "Kirakira" par Kuzumasa Oda, "Uroko" par Motohiro Hata, "Everything" par Misia et "Yasachii Kissete" par Dreams Come True.
Le 6 juillet, Onew a sorti son premier album studio japonais Life Goes On, dont la chanson-titre est éponyme, pré-sortie le 22 juin. De juillet à septembre Onew part en tournée pour ONEW Japan 1st Concert Tour 2022 ~Life goes on~ de huit dates à travers le Japon.

### 2023-présent: Circle
Le 6 mars 2023 sortie de son album solo Circle composée de dix chansons.
Une première série de concerts O-New-Note se déroulent du 3 au 5 mars au Olympic Hall de Seoul. Puis une seconde série se déroulent à Tokyo deux semaines plus tard, le 14 et 15 mars. Le même mois les titres Inspiration et Knock On My Door sortent en téléchargement numérique.
En juin, SM annonce qu'Onew ne prendra pas part au concert de SHINee Shinee World VI Perfect Illumination ainsi qu'à la promotion de leur huitième album studio Hard.

## Discographie

### Albums studio
| Circle                                                                             | - Date de sortie : 6 mars 2023 - Labels : SM Entertainment, Dreamus Company - Formats : CD, téléchargement numérique, streaming     | - COR : 3 - JAP : 11 - JAP HOT : 10 | - COR : - JAP (physique) : - JAP (numérique) : |         |         |         |         |         |
| Percent                                                                            | - Date de sortie : 15 juillet 2025 - Labels : Griffin Entertainment - Formats : CD, téléchargement numérique, streaming             | À venir                             | À venir                                        | À venir | À venir | À venir | À venir | À venir |
| Japonais                                                                           | |                                     |                                                |         |         |         |         |         |
| Life Goes On                                                                       | - Date de sortie : 6 juillet 2022 - Labels : EMI Records, Universal Music Japan - Formats : CD, téléchargement numérique, streaming | - COR : — - JAP : 2 - JAP HOT : 4   | - JAP (physique) : - JAP (numérique) :         |         |         |         |         |         |
| "—" signifie que l'album ne s'est pas classé ou n'est pas sorti dans cette région. | |                                     |                                                |         |         |         |         |         |

### Mini-albums (EP)
| Titre                                                                              | Détails | Meilleures positions                        | Ventes          |
| Coréen                                                                             | Coréen | Coréen                                      | Coréen          |
| ---------------------------------------------------------------------------------- | --- | ------------------------------------------- | --------------- |
| Voice                                                                              | - Date de sortie : 5 décembre 2018 - Labels : SM Entertainment, IRIVER Company - Formats : CD, téléchargement numérique, streaming | - COR : 2 - JAP : 24 - JAP HOT : 9 - US : 8 | - COR : - JAP : |
| Dice                                                                               | - Date de sortie : 11 avril 2022 - Labels : SM Entertainment, Dreamus Company - Formats : CD, téléchargement numérique, streaming  | - COR : 3 - JAP : 15 - JAP HOT : 8 - US : — | - COR : - JAP : |
| Japonais                                                                           | |                                             |                 |
| Who Sings? Vol.1                                                                   | - Date de sortie : 1er juin 2022 - Labels : EMI Records, Universal Music Japan - Formats : Téléchargement numérique, streaming     | - COR : — - JAP : — - JAP HOT : 4 - US : —  | - JAP :         |
| "—" signifie que l'album ne s'est pas classé ou n'est pas sorti dans cette région. | |                                             |                 |

### Singles
| Titre                                                                               | Année | Meilleures positions | Meilleures positions | Ventes  | Album               |
| Titre                                                                               | Année | COR                  | JAP                  | Ventes  | Album               |
| ----------------------------------------------------------------------------------- | ----- | -------------------- | -------------------- | ------- | ------------------- |
| "Starry Night" (featuring Lee Jin-ah)                                               | 2016  | 47                   | —                    | - COR : | SM Station Saison 1 |
| "Lullaby" (featuring Rocoberry)                                                     | 2017  | 60                   | —                    | - COR : | SM Station Saison 2 |
| "Blue"                                                                              | 2018  | —                    | —                    | —       | Voice               |
| "Way" (featuring Punch)                                                             | 2021  | 127                  | —                    | —       | SM Station Saison 4 |
| "Dice"                                                                              | 2022  | 16                   | —                    | —       | Dice                |
| "Kirakira"                                                                          | 2022  | —                    | —                    | —       | Life Goes On        |
| "Uroko"                                                                             | 2022  | —                    | —                    | —       | Life Goes On        |
| "Life Goes On"                                                                      | 2022  | —                    | —                    | —       | Life Goes On        |
| "Dance Whole Day"                                                                   | 2022  | —                    | 17                   | - JAP : |                     |
| "O (Circle)"                                                                        | 2023  | 7                    | —                    | —       | Circle              |
| "Inspiration"                                                                       | 2023  | —                    | 33                   | - JAP : |                     |
| "Knock On My Door"                                                                  | 2023  | —                    | 37                   | - JAP : |                     |
| "—" signifie que le titre ne s'est pas classé ou n'est pas sorti dans cette région. |       |                      |                      |         |                     |

### Collaborations et featurings
| Titre                                                                                              | Année | Meilleure position | Album                             |
| Titre                                                                                              | Année | COR Gaon Chart     | Album                             |
| -------------------------------------------------------------------------------------------------- | ----- | ------------------ | --------------------------------- |
| "Vanilla Love" (avec Lee Hyun-ji)                                                                  | 2008  | —                  | Kiss Me                           |
| "Vanilla Love Part 2" (avec Lee Hyun-ji)                                                           | 2008  | —                  | Vanilla Love Part 2               |
| "One Year Later" (avec Jessica)                                                                    | 2009  | —                  | Tell Me Your Wish (Genie)         |
| "Play the Field" (avec Kim Yeon-woo et Yoo In-na)                                                  | 2018  | —                  | Forever Yours                     |
| "Hope from Kwangya" (dans SM Town)                                                                 | 2021  | —                  | Winter SM Town: SMCU Express 2021 |
| "Ordinary Day" (avec Kyuhyun et Taeil)                                                             | 2021  | —                  | Winter SM Town: SMCU Express 2021 |
| "The Cure" (avec Kangta, BoA, U-Know, Leeteuk, Taeyeon, Suho, Irene, Taeyong, Mark, Kun et Karina) | 2022  | —                  | Winter SM Town: SMCU Palace 2022  |
| "Where You Are" (avec Ryeowook, Doyoung, Chenle et Xiaojun)                                        | 2022  | —                  | Winter SM Town: SMCU Palace 2022  |
| "—" signifie que le morceau ne s'est pas classé ou n'est pas sorti dans cette région.              |       |                    |                                   |

### Bande originale
| Titre                                                                                 | Année | Meilleure position | Album                               |
| Titre                                                                                 | Année | COR Gaon Chart     | Album                               |
| ------------------------------------------------------------------------------------- | ----- | ------------------ | ----------------------------------- |
| "In Your Eyes"                                                                        | 2012  | 60                 | OST de To the Beautiful You         |
| "Moonlight"                                                                           | 2014  | 54                 | OST de Miss Korea                   |
| "Shadow"                                                                              | 2021  | —                  | OST de Breakup Probation: One Week  |
| "Good-Bye Days" (featuring Kei)                                                       | 2021  | —                  | OST de Midnight Sun 2021            |
| "Meet Me When the Sun Goes Down"                                                      | 2021  | —                  | OST de Midnight Sun 2021            |
| "Dear My Spring"                                                                      | 2021  | —                  | OST de You are My Spring            |
| "Blue" (featuring Elaine)                                                             | 2021  | —                  | OST de High Class                   |
| "Mind Warning"                                                                        | 2022  | —                  | OST de Forecasting Love and Weather |
| "The Sun is in My Eyes"                                                               | 2022  | —                  | OST de Midnight Sun 2022            |
| "Melody Called You" (featuring Kim Nam-joo)                                           | 2022  | —                  | OST de Midnight Sun 2022            |
| "—" signifie que le morceau ne s'est pas classé ou n'est pas sorti dans cette région. |       |                    |                                     |

## Filmographie

### Dramas télévisés
| Année | Titre                  | Rôle                                                       | Chaîne |
| ----- | ---------------------- | ---------------------------------------------------------- | ------ |
| 2010  | Dr. Champ              | Un docteur drogué : Park Ki-young (caméo)                  | SBS    |
| 2010  | Athena: Goddess of War | Lui-même (caméo)                                           | SBS    |
| 2012  | Oh My God x2           | Lui-même (caméo)                                           | SBS    |
| 2013  | Pure Love              | Le cousin de Choi Joon-young (caméo)                       | KBS2   |
| 2013  | Welcome to Royal Villa | Baek-soo                                                   | JTBC   |
| 2016  | Descendants of the Sun | Un membre de l'équipe médicale de l'hôpital : Lee Chi-hoon | KBS2   |

### Émissions de télévision
| Année | Titre                  | Position                 | Chaine |
| ----- | ---------------------- | ------------------------ | ------ |
| 2008  | SHINee YunHaNam        | Membre de l'émission     |        |
| 2009  | Hello Baby             | Membre de l'émission     | KBS    |
| 2012  | Shinhwa Broadcast      | Invité (épisode 12 à 14) |        |
| 2012  | Knowing Brothers       | Invité (épisode 50)      |        |
| 2013  | SHINee's Wonderful Day | Membre de l'émission     | MBC    |
| 2014  | Weekly Idol            | Invité (épisode 272)     | MBC    |

### Émissions de variétés
| Année     | Titre             | Chaîne  | Rôle                            |
| --------- | ----------------- | ------- | ------------------------------- |
| 2010      | Night Star        | KBS2    | Présentateur                    |
| 2010-2011 | Show! Music Core  | MBC     | Présentateur                    |
| 2014      | Law of the Jungle | SBS     | Rôle principal (édition Bornéo) |
| 2016      | Eat, Sleep, Eat   | tvN     | Présentateur                    |
| 2021      | Sea of Hope       | JTBC    |                                 |
| 2022      | Hello Onew        | Fuji TV |                                 |
| 2022      | The Travelog      | SBS     |                                 |

## Comédies musicales
| Année | Titre                           | Rôle           | Note(s)                   |
| ----- | ------------------------------- | -------------- | ------------------------- |
| 2010  | Brothers Were Brave             | Joo-bong       | Comédie musicale coréenne |
| 2010  | Rock of Ages                    | Drew           | Version coréenne          |
| 2019  | Shinheung Military Academy      | Ji Chung-chun  |                           |
| 2019  | Return : The Promise of the Day | Young Seung-ho |                           |
| 2021  | Midnight Sun                    | Jung Ha-ram    |                           |
| 2022  | Midnight Sun                    | Jung Ha-ram    |                           |

### Apparitions dans des clips vidéos
| Année | Chanson             | Artiste(s)  |
| ----- | ------------------- | ----------- |
| 2008  | Vanilla Love Part 2 | Lee Hyun-ji |